# Microquasar

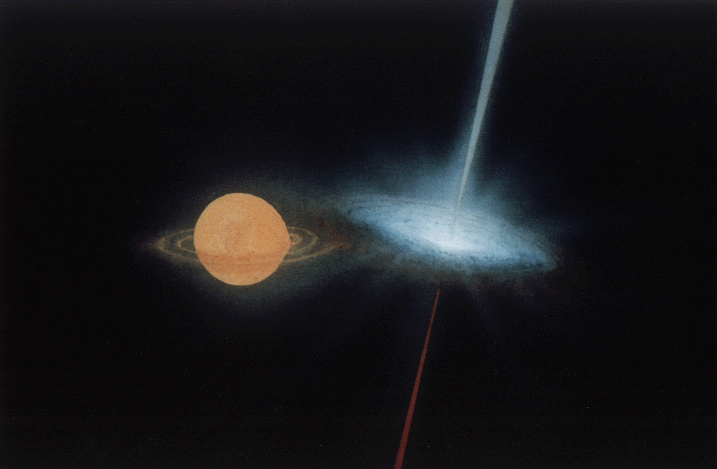
Kunstzinnige weergave van de microquasar SS 433.

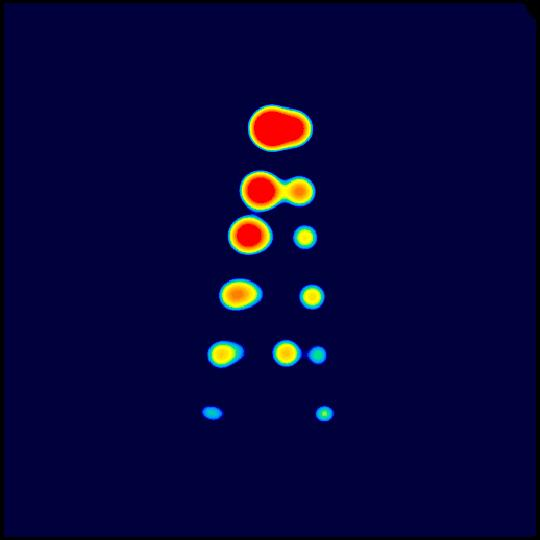
De radio-emissie van GRS 1915+105 op zes tijdstippen tussen 18 maart 1994 (boven) en 16 april 1994 (onder).

Een microquasar is een röntgendubbelster die bestaat uit een neutronenster of een stellair zwart gat en een begeleidende ster.
De materie die van de begeleidende ster overgaat naar de neutronenster of het zwarte gat vormt een accretieschijf. Deze schijf kan door wrijving zo heet worden dat het onder andere röntgenstraling begint uit te stralen. De accretieschijf produceert in dit geval ook twee tegengestelde nauwe stromen of jets van subatomaire deeltjes met een snelheid van bijna de lichtsnelheid, die krachtige radiogolven uitzenden. Dit is vergelijkbaar met jets in quasars, maar veel minder energierijk. Daarom worden deze objecten microquasar genoemd.

## Voorbeelden
- Cygnus X-1 - Een van de sterkste röntgenbronnen aan de hemel die in 1964 werd ontdekt. De bron werd als een van de eerste objecten erkend als zwart gat en is veel bestudeerd. Het was zelfs het onderwerp van een weddenschap tussen Kip Thorne en Stephen Hawking.
- Cygnus X-3 - Deze bron van abnormale straling veroorzaakte een onverklaarbare toename van muonen op aarde tijdens een experiment in de jaren 80.[1]
- SS 433 - De eerst ontdekte microquasar die ooit het 'raadsel van de eeuw' was. In 2018 werden de jets ervan als bron ontdekt van gammastraling van 25 teraelektronvolt.
- V404 Cygni - In deze microquasar op 7800 lichtjaar afstand werden in april 2019 jets waargenomen, die wiebelden in een tijdbestek van een paar minuten. Dit was nog nooit eerder geconstateerd.[2]

## Overzicht
Waarschijnlijk is microquasar SS 433 in 1979 als eerste ontdekt. Vanwege diens ongewone eigenschappen was het tot 1994 de enige in zijn soort, totdat men stuitte op vergelijkbare objecten zoals GRS 1915+105.
Het komt voor dat er verdikkingen van feller plasma in de kosmische jets sneller lijken te bewegen dan de lichtsnelheid. Dit is gezichtsbedrog dat veroorzaakt wordt doordat de jet met zo'n hoge snelheid beweegt onder een kleine hoek ten opzichte van de aarde, dat het uitgezonden licht sneller lijkt aan te komen dan mogelijk is. Dit heet een superluminale beweging.
Omdat microquasars veel kleiner zijn dan normale quasars, zijn veel van de eigenschappen, hoewel overeenkomstig, van een andere orde. Zo is bij een quasar de gemiddelde temperatuur van de accretieschijf een aantal duizenden graden kelvin, terwijl dit bij een microquasar in de miljoenen loopt. De gemiddelde oppervlakte van een accretieschijf is zo'n miljard vierkante kilometer, bij een microquasar is dit slechts duizend vierkante kilometer. De jets geproduceerd door quasars kunnen miljoenen lichtjaren uitstrekken; die van een microquasar reikt slechts een paar lichtjaar. De eigenbeweging van microquasars is veel groter omdat ze veel dichterbij staan dan quasars. Het signaal is veel minder krachtig en daarom worden ze alleen gedetecteerd op een afstand van kiloparsecs, terwijl quasars die miljarden parsecs ver verwijderd kunnen zijn, nog gedetecteerd kunnen worden.
In 1996 werd de Bruno Rossi Prijs van de American Astronomical Society toegekend aan Felix Mirabel en Luis Rodriguez voor hun ontdekking van de superluminale beweging van structuren in de jets op radiogolflengtes in GRS 1915+105 en tevens de ontdekking van tweezijdige kosmische jets met radio-emissie in de galactische bronnen 1E1740.7-2942 en GRS-1758-258.